# Roylin Akiwo
Roylin Melatk Akiwo (* 26. Juni 2000) ist eine palauische Schwimmerin. Sie trat bei den  und den Olympischen Jugend-Sommerspielen 2018 in Buenos Aires und den Kurzbahnweltmeisterschaften 2018  in Hangzhou an. Sie trat jeweils in den Wettbewerben über 50 m Rückenschwimmen und 50 m Freistil an.
Bei den Olympischen Jugendspielen diente sie auch als Fahnenträgerin bei der Eröffnungszeremonie.